# Heinrich Fehlis

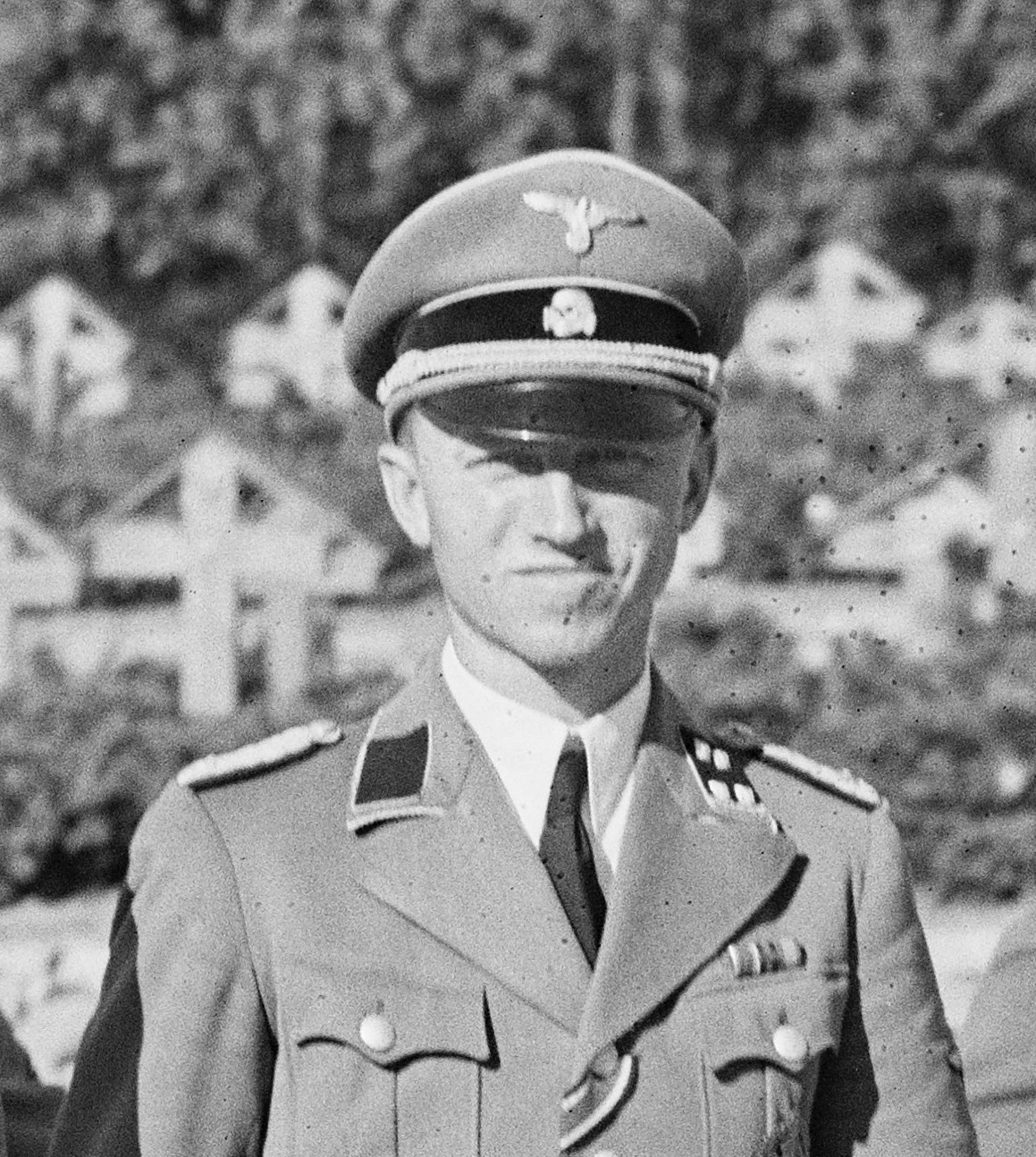
Fehlis im Jahr 1944

Heinrich Fehlis (* 1. November 1906 in Wulften am Harz; † 11. Mai 1945 in Porsgrunn, Norwegen) war ein deutscher Jurist, SS-Oberführer und Oberst der Polizei sowie Befehlshaber der Sicherheitspolizei und des SD (BdS) Norwegen und Kommandeur der Sicherheitspolizei und des SD (KdS) in Oslo.

## Leben
Fehlis beendete seine Schullaufbahn an der Oberrealschule in Elberfeld mit dem Abitur. Anschließend absolvierte er von 1926 bis 1931 ein Studium der Rechts- und Staatswissenschaft an den Universitäten Marburg, Berlin sowie Bonn. Der promovierte Jurist schloss sein Rechtsreferendariat Anfang Juni 1935 mit der zweiten juristischen Staatsprüfung ab.
Nach der Machtübergabe an die Nationalsozialisten trat er Anfang April 1933 der SA bei und wechselte von dort 1935 zur SS (SS-Nummer 272.255). Zum 1. Mai 1933 trat er der NSDAP bei (Mitgliedsnummer 2.862.366). Ab Juni 1935 war Fehlis zunächst als Regierungsassistent und ab März 1936 als Regierungsassessor beim Geheimen Staatspolizeiamt in Berlin tätig. Dem SD zugehörig, war er ab April 1937 dem SD-Hauptamt unterstellt. Ab September 1937 war er Stabsführer des SD-Oberabschnitts Südwest (Stuttgart) und mit der Funktion des stellvertretenden Leiters der Gestapo in Stuttgart betraut. Bis September 1938 erreichte er den Rang eines SS-Sturmbannführers und Regierungsrates. Fehlis war an den sicherheitspolizeilichen Einsätzen beim Anschluss Österreichs und nach dem Münchener Abkommen im eingegliederten Sudetenland beteiligt.
Von August 1939 bis April 1940 war Fehlis Leiter der Gestapo in Frankfurt a. M., wo er den Kauf des Hauses Lindenstraße 27 als neuer Zentrale der Frankfurter Gestapo betrieb.
Nach Beginn des Zweiten Weltkrieges war Fehlis als Ausbilder in einem Sonderlehrgang für den leitenden Dienst in Pretzsch an der Elbe tätig, als er im Rahmen des „Unternehmens Weserübung“ als Kommandeur des Einsatzkommandos 1 nach Norwegen mit dem Standort Oslo abkommandiert wurde. Hier übernahm er ab November 1940 in einer Doppelfunktion die Aufgaben des Kommandeurs der Sicherheitspolizei und des SD Oslo und des Befehlshabers der Sicherheitspolizei und des SD Norwegen als Nachfolger von SS-Oberführer Walter Stahlecker. Ende Januar 1941 wurde er zum SS-Obersturmbannführer und Oberregierungsrat ernannt. Ab September 1941 bekleidete er den Rang eines SS-Standartenführers und im Juni 1944 wurde er zum SS-Oberführer ernannt. Ab April 1942 war er Oberst der Polizei. Im Jahr 1944 leitete er das Einsatzkommando E der Sicherheitspolizei und des SD für den Raum Norwegen. Als Gesamtkommandeur des Einsatzes führte er zugleich die Untergruppe für Oslo. In den Funktionen BdS Norwegen und KdS Oslo verblieb er bis Kriegsende vor Ort. Fehlis soll in starker Abhängigkeit von Reichskommissar Josef Terboven gestanden haben und war als BdS Norwegen verantwortlich für die Umsetzung der sicherheitspolizeilichen Verfolgungsmaßnahmen gegen norwegische Bürger.
Um sich seiner Verantwortung zu entziehen, versuchte Fehlis am 8. Mai 1945 in Uniform eines Wehrmachtsangehörigen aus Oslo zu fliehen, wurde jedoch von britischen Truppen erkannt. Als er festgenommen werden sollte, erschoss er sich am 11. Mai 1945 im norwegischen Porsgrunn.